# Fehér egér

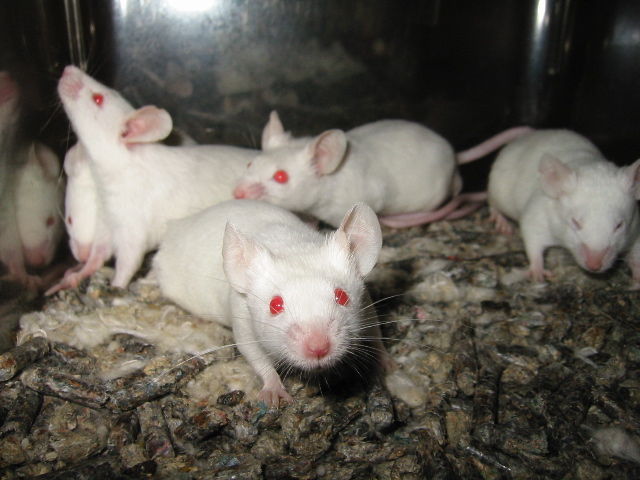
Fehér egerek laboratóriumban

A fehér egér a házi egér tenyésztett változata, tenyésztése már a 19. századi Angliában elterjedt hobbi volt.

## Kinézete
Ajkait hosszabb, érzékeny bajuszszálak díszítik. Szemei pirosak. Farka olyan hosszú, mint a teste, 180 gyűrű található rajta.

## Elhelyezése
A legmegfelelőbb lakóhely a fehér egerek számára egy terrárium, amely legalább 40×30 cm alapterületű, és 30 cm magas, ráccsal letakarva. (Más vélemények szerint jobb a külön erre a célra készült ketrec, amiben az állat kevésbé érzi magát elszigetelve, jobban érzi a szagokat, hallja a hangokat és jobban is szellőzik.) Az egerek alá apró gyaluforgácsot vagy szénát kell elhelyezni, fontos a megfelelő szellőzésről gondoskodni (a hím egerek vizelete erős és kellemetlen szagú).

## Etetése, itatása
Az egerek különféle magvakat, füvet, kenyeret, sajtot, szárított húst, uborkát, diót és egyéb olajos magvat esznek (utóbbiból nem szabad sokat adni, mert könnyen elhíznak). Nem ehetik a „K betűs ételeket” (kivéve a kukorica), így például a krumplit, karalábét vagy karfiolt, mivel ezeket nem tudják rendesen megemészteni, így felfúvódnak. A répát nem szeretik. Alma vagy bármi más cukortartalmú táplálék csak akkor adható nekik, ha tudnak eleget mozogni, mert ha felhalmozódik a szervezetükben a cukor, elpusztulnak. Ivóvízre is szükségük van, amit vagy önitatóba vagy egy kerámiatálba (hogy ne borítsa fel) helyezhetünk el.

## Szaporodása
Vemhességi ideje 18-24 nap, akár 9-15 fiat is kölykezhet. Utódai 13 napig vakok és 8 napig csupaszok. 18 napos korukra elválasztódnak, és ezt követően hat hét alatt ivaréretté válnak. Évente akár tízszer is fialhat, de nem érdemes az anyát túlterhelni, mivel egy idő után egyre gyengébb lesz és bele fog halni.